# Sécheras
Sécheras est une commune française, située dans le département de l'Ardèche en région Auvergne-Rhône-Alpes.
Rattachée à la communauté d'agglomération Arche Agglo, ses habitants sont appelés les Saccaratois et les Saccaratoises.

## Géographie

### Situation et description
Sècheras est une petite commune d'Ardèche à l'aspect essentiellement rurale. Située au nord de Tournon-sur-Rhône, elle est rattachée à la communauté de communes Arche Agglo.

### Communes limitrophes
Sécheras est limitrophe de 6 communes, toutes situées dans le département de l'Ardèche et réparties géographiquement de la manière suivante :
Les communes de Sécheras, Eclassan, Ozon et Arras-sur-Rhône se rejoignent en un quadripoint.

### Climat
Pour des articles plus généraux, voir Climat d'Auvergne-Rhône-Alpes et Climat de l'Ardèche.
En 2010, le climat de la commune est de type climat méditerranéen altéré, selon une étude du CNRS s'appuyant sur une série de données couvrant la période 1971-2000. En 2020, Météo-France publie une typologie des climats de la France métropolitaine dans laquelle la commune est dans une zone de transition entre le climat de montagne et le climat méditerranéen et est dans la région climatique  Moyenne vallée du Rhône, caractérisée par un bon ensoleillement en été (fraction d’insolation > 60 %), une forte amplitude thermique annuelle (4 à 20 °C), un air sec en toutes saisons, orageux en été, des vents forts (mistral), une pluviométrie élevée en automne (250 à 300 mm). 
Pour la période 1971-2000, la température annuelle moyenne est de 11,3 °C, avec une amplitude thermique annuelle de 17,5 °C. Le cumul annuel moyen de précipitations est de 919 mm, avec 7,9 jours de précipitations en janvier et 5,7 jours en juillet. Pour la période 1991-2020, la température moyenne annuelle observée sur la station météorologique de Météo-France la plus proche, sur la commune de Gervans à 5 km à vol d'oiseau, est de 14,3 °C et le cumul annuel moyen de précipitations est de 826,8 mm,. Pour l'avenir, les paramètres climatiques de la commune estimés pour 2050 selon différents scénarios d'émission de gaz à effet de serre sont consultables sur un site dédié publié par Météo-France en novembre 2022.

### Hydrographie
Le territoire de la commune est sillonne par de nombreux torrent et ruisseaux aux débits saisonnier qui rejoignent tous la rive droite du Rhône, située non loin des limites de ce territoire.

## Urbanisme

### Typologie
Au 1er janvier 2024, Sécheras est catégorisée commune rurale à habitat dispersé, selon la nouvelle grille communale de densité à 7 niveaux définie par l'Insee en 2022.
Elle est située hors unité urbaine. Par ailleurs la commune fait partie de l'aire d'attraction de Tournon-sur-Rhône, dont elle est une commune de la couronne,. Cette aire, qui regroupe 9 communes, est catégorisée dans les aires de moins de 50 000 habitants,.

### Occupation des sols
L'occupation des sols de la commune, telle qu'elle ressort de la base de données européenne d’occupation biophysique des sols Corine Land Cover (CLC), est marquée par l'importance des territoires agricoles (48,2 % en 2018), en diminution par rapport à 1990 (52,3 %). La répartition détaillée en 2018 est la suivante : 
zones agricoles hétérogènes (48,2 %), forêts (47,3 %), zones urbanisées (4,5 %).
L'évolution de l’occupation des sols de la commune et de ses infrastructures peut être observée sur les différentes représentations cartographiques du territoire : la carte de Cassini (XVIIIe siècle), la carte d'état-major (1820-1866) et les cartes ou photos aériennes de l'IGN pour la période actuelle (1950 à aujourd'hui).

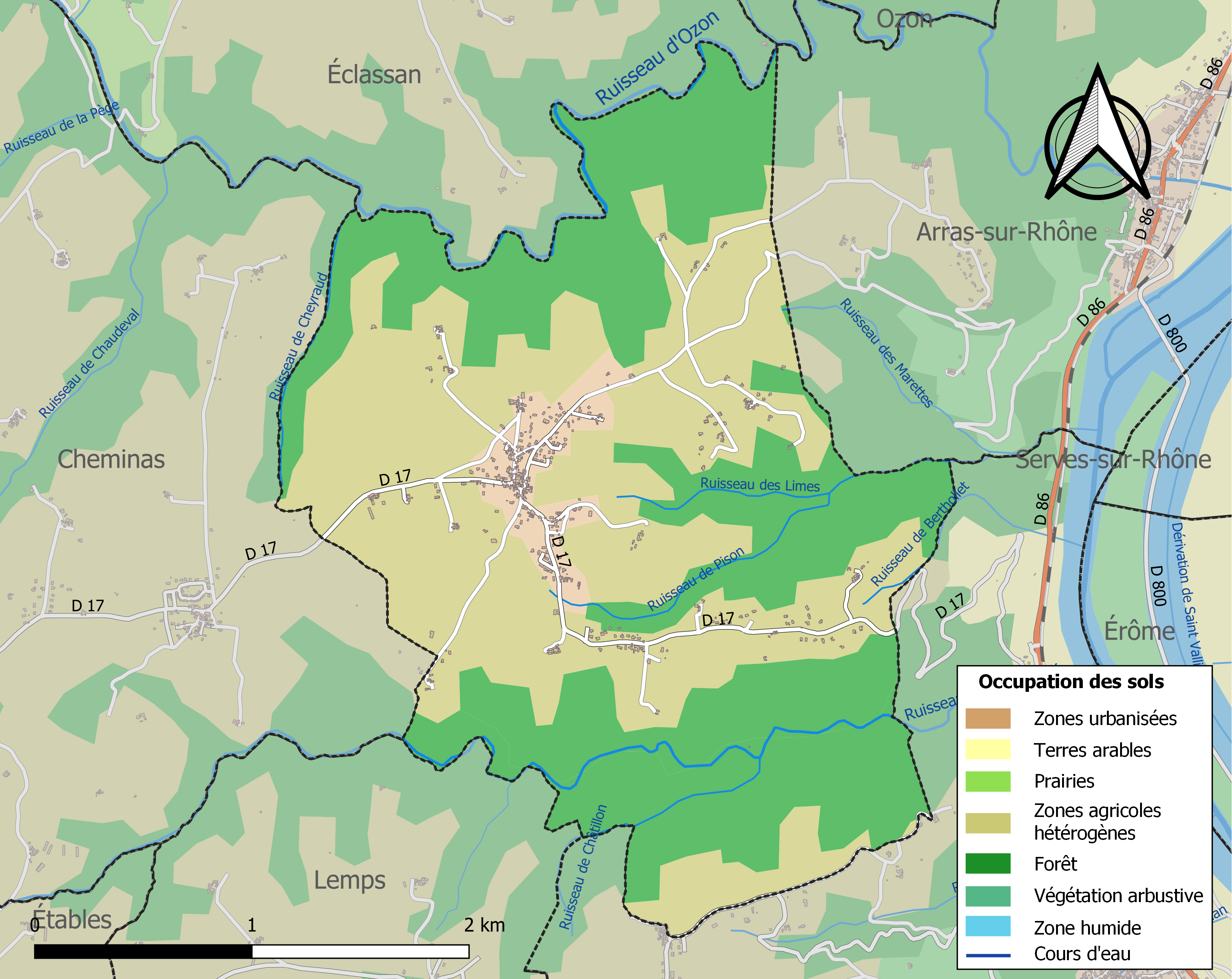
Carte des infrastructures et de l'occupation des sols de la commune en 2018 (CLC).

### Risques naturels et technologiques

#### Risques sismiques
L'ensemble du territoire de la commune de Secheras est situé en zone de sismicité no 3, dite « modérée » (sur une échelle de 1 à 5), comme la plupart des communes situées dans la vallée du Rhône, mais non loin de la limite orientale de la zone no 2, dite « faible » qui correspond au plateau ardéchois.
| Type de zone | Niveau            | Définitions (bâtiment à risque normal) |
| ------------ | ----------------- | -------------------------------------- |
| Zone 3       | Sismicité modérée | accélération = 1,1 m/s2                |

## Histoire
L'histoire de la commune est assez ancienne, on retrouve son ancien nom Sacaratis dès les IXe et Xe siècles dans les archives de l'abbaye de Cluny. Possession des Seigneurs d'Iserand, il reste aujourd'hui les vestiges du château d'Iserand au cœur d'une magnifique forêt ripariale.
L'histoire plus contemporaine de la commune de Sécheras est liée à la vie simple mais si authentique d'un de ses habitants : M. Joseph Junique (1908-1992). Ce menuisier passionné depuis sa plus tendre enfance, a laissé sur le village une empreinte romantique, en sublimant par l'amour du bois, les techniques de coupe de ce matériau noble, jusqu'à la création d'un musée.

## Politique et administration

### Liste des maires
| Période                                  | Période                     | Identité              | Étiquette | Qualité     |
| ---------------------------------------- | --------------------------- | --------------------- | --------- | ----------- |
| Les données manquantes sont à compléter. |                             |                       |           |             |
| mars 2001                                | mars 2008                   | Jean-Paul Maisonnasse |           |             |
| mars 2008                                | En cours (au 24 avril 2014) | Pascal Balaÿ          | DVD       | Agriculteur |

## Population et société

### Démographie
L'évolution du nombre d'habitants est connue à travers les recensements de la population effectués dans la commune depuis 1793. Pour les communes de moins de 10 000 habitants, une enquête de recensement portant sur toute la population est réalisée tous les cinq ans, les populations de référence des années intermédiaires étant quant à elles estimées par interpolation ou extrapolation. Pour la commune, le premier recensement exhaustif entrant dans le cadre du nouveau dispositif a été réalisé en 2005.

En 2022, la commune comptait 517 habitants, en évolution de −6,17 % par rapport à 2016 (Ardèche : +2,48 %, France hors Mayotte : +2,11 %).
| 1793 | 1800 | 1806 | 1821 | 1831 | 1836 | 1841 | 1846 | 1851 |
| ---- | ---- | ---- | ---- | ---- | ---- | ---- | ---- | ---- |
| 358  | 332  | 400  | 469  | 492  | 449  | 507  | 547  | 540  |

| 1856 | 1861 | 1866 | 1872 | 1876 | 1881 | 1886 | 1891 | 1896 |
| ---- | ---- | ---- | ---- | ---- | ---- | ---- | ---- | ---- |
| 545  | 515  | 520  | 530  | 542  | 509  | 496  | 469  | 466  |

| 1901 | 1906 | 1911 | 1921 | 1926 | 1931 | 1936 | 1946 | 1954 |
| ---- | ---- | ---- | ---- | ---- | ---- | ---- | ---- | ---- |
| 442  | 432  | 411  | 373  | 344  | 327  | 330  | 296  | 297  |

| 1962 | 1968 | 1975 | 1982 | 1990 | 1999 | 2005 | 2006 | 2010 |
| ---- | ---- | ---- | ---- | ---- | ---- | ---- | ---- | ---- |
| 260  | 253  | 233  | 233  | 297  | 308  | 440  | 464  | 489  |

| 2015 | 2020 | 2022 | - | - | - | - | - | - |
| ---- | ---- | ---- | - | - | - | - | - | - |
| 543  | 524  | 517  | - | - | - | - | - | - |

### Enseignement
La commune est rattachée à l'académie de Grenoble.

### Médias
Deux journaux sont distribués dans les réseaux de presse desservant la commune :
- L'Hebdo de l'Ardèche est un journal hebdomadaire français basé à Valence. Il couvre l'actualité de tout le département de l'Ardèche.
- Le Dauphiné libéré est un journal quotidien de la presse écrite française régionale distribué dans la plupart des départements de l'ancienne région Rhône-Alpes, notamment l'Ardèche. La commune est située dans la zone d'édition d'édition Annonay / Nord Ardèche.

### Cultes
L'Église Sainte-Agathe de Sécheras (propriété de la commune) et la communauté catholique sont rattachées à la Paroisse Saint-Luc-des-coteaux-et-de-Tournon, laquelle dépend du diocèse de Viviers.

## Culture locale et patrimoine

### Lieux et monuments
- Église Sainte-Agathe de Sécheras.

### Héraldique
| Blason de Sécheras | Blason  | Tiercé en pairle renversé : au 1er de gueules au griffon d'argent, au 2e d'or à la grappe de raisin de pourpre, tigée et feuillée au naturel, au 3e d'azur au soleil d'or. |
| Blason de Sécheras | Détails | Le statut officiel du blason reste à déterminer. |